# Adolf Trientl

Adolf Trientl mit Verdienstkreuz

Joseph Adolf Trientl (* 26. August 1817 in Oetz, Tirol; † 6. März 1897 in Umhausen, Tirol) war Priester und der erste Landwirtschaftsberater Tirols, vermutlich des gesamten Alpenraumes. Zu den Schwerpunkten seiner land- und forstwirtschaftlichen Beraterarbeit zählen die Düngerwirtschaft, der Pflanzenbau, die Almwirtschaft, die Tierzucht und vor allem auch die Forstwirtschaft. Viermal unternahm er ausgedehnte Reisen durch Tirol; über drei Reisen verfasste er umfangreiche Berichte. Er veröffentlichte zahlreiche Artikel in Zeitungen, Zeitschriften und Kalendern und war ein scharfsinniger Beobachter des Zeitgeschehens. Seine geistlichen Mitbrüder, denen er zu liberal gewesen sein dürfte, gaben ihm den Übernamen „Mistapostel“.

## Leben
Adolf Trientl wurde als erstes Kind des Landarztes Franz Trientl und seiner Gattin Maria geborene Kluibenschedlin geboren. Seine beiden Geschwister, Tobias und Schwester Johanna Sofia, traten ebenfalls in den geistlichen Stand ein: Tobias wurde Pfarrer in Hall in Tirol, Schwester Sophia trat in Bruneck in das Ursulinenkloster ein.
Trientl ging mit zwölf Jahren nach Hall ins Gymnasium, wo er nach den lückenlos erhaltenen Katalogen zumeist Klassenbester war. 1835 trat er in Graz in das Noviziat der Jesuiten ein. Einige Zeit verbrachte der Novize als Student der Philosophie am Freinberg bei Linz. 1841 und 1842 war er Lehrer am Gymnasium in Innsbruck. Hier wurde er 1845 zum Priester geweiht. Nächster Dienstort war der östlichste Stützpunkt der österreichischen Jesuitenprovinz in Lemberg, wo er am dortigen adeligen Konvikt Mathematik und Physik lehrte. Vor der Revolution 1848 floh er, wie das Dekanat Flaurling nach Brixen meldete, in der Montur eines Schneidergesellen nach Tirol.
Trientl wurde zunächst Kaplan in Inzing, dann in Heiterwang, dann in Umhausen im Tiroler Ötztal. Von hier ging er 1851 an das ehemalige Jesuitengymnasium in Feldkirch. 1851 stellten ihn die Jesuiten auf seinen Wunsch als „außer allem Verband mit dem Orden“. Als diese Schule und das Internat als Stella Matutina 1856 wieder vom Jesuitenorden übernommen wurde, wird er, als Exjesuit, wieder arbeitslos. Er wird Kurat in Obergurgl, wo ich 7 recht vergnügte Jahre zugebracht habe – so Trientl in einem von ihm verfassten Lebenslauf, der anlässlich seines Todes im März 1897 in der „Tiroler Landzeitung“ Imst veröffentlicht wurde. In Gurgl verfasste er für die „Neuen Tiroler Stimmen“, die Tageszeitung der Konservativen, seine ersten landwirtschaftlichen Fachartikel. In Gurgl begann er eine Pfarrchronik, welche bis 1930 von seinen Nachfolgern weitergeführt wurde.
1864 wurde er Kurat in Gries im Sulztal. Er war damit „der Welt schon ziemlich näher gerückt“. Im November 1866 trat er von Gries aus die erste seiner vier großen, jeweils mehrere Monate dauernden Reisen als Wanderlehrer an, finanziert von der in Salzburg lebenden Kaiserwitwe Karoline Auguste von Bayern. Die zweite Reise machte er im Winter des nächsten Jahres. Was die dritte Reise war, ist unbekannt. Die vierte Reise startete er 1871 bereits als Waldaufscher Kaplan von Hall in Tirol aus. Als solcher hatte er kaum priesterliche Verpflichtungen, sodass er sich ganz seinem Lebenswerk, der Bildung der bäuerlichen Bevölkerung, widmen konnte.
Wo sich Trientl seine umfangreichen naturwissenschaftlichen Kenntnisse erworben hatte, ist nicht geklärt. Sie waren so bemerkenswert, dass Justus von Liebig, dem Ludwig Steub die Abdrucke von Trientls Reiseberichten im Tiroler Bothen zeigte, ihn als ganz auf der Höhe der Wissenschaft stehend erklärte.
1895 resignierte Trientl als Waldaufscher Kaplan und wurde in Köfels Defizient. (Als „Defizient“ wurde in Österreich ein Priester bezeichnet, der aus Alters- oder anderen Gründen keine Seelsorgestelle mehr ausfüllen kann, jedoch als Aushilfe mitwirkt.) Kurz vor seinem Tod wurde er, schwerkrank, von vier Männern von Köfels nach Umhausen herunter getragen, wo es einen Arzt gab, und wo er 1897 verstarb.

## Ehrungen
- 1865 wurde er mit dem goldenen Verdienstkreuz mit der Krone ausgezeichnet.
- 1962 wurde im Innsbrucker Stadtteil Roßau auf Antrag der Tiroler Landeslandwirtschaftskammer, die an dieser Straße ihr Schulungsheim hat, die Trientlgasse benannt.[2]

## Werk
Adolf Trientl verfasste Beiträge für Kalender, Zeitschriften und Zeitungen, die in Summe mehr als 1000 Seiten DIN A4 ergeben, die praktisch alle Fachgebiete der Landwirtschaft behandeln. Der Tierzucht – obwohl für das Tiroler Grünland von größerer Bedeutung – wird etwas weniger Raum gegeben als dem Pflanzenbau; das ist damit zu erklären, dass die an sich schon entdeckten Mendelschen Gesetze jahrzehntelang der Tierzuchtpraxis unbekannt blieben. In der Forstwirtschaft ist Trientl dem Wissensstand vieler Forstleute im 20. Jahrhundert voraus, ebenso in der Wildbach- und Lawinenverbauung. Trientl hat sich in seinen Kalenderbeiträgen auch mit ganz nebensächlich erscheinenden Fragen befasst, wie mit der „Gewinnung von Froschschenkeln“ auf eine schonende Art und Weise, mit dem Wäschewaschen, mit dem Kauf der richtigen Brille und so fort. Er kämpfte auch gegen die Auswüchse des Alkoholismus.
Eine kritische Auseinandersetzung mit der Kirche seiner Zeit hat er dem gemäßigten Liberalen Tobias Wildauer übergeben; er sollte von dieser nach Trientls Tod Gebrauch machen, „insbesondere wenn sich klerikale Blätter mit mir noch beschäftigen sollten.“

## Einzelne Werke
- Die Düngung der Bergtriften. Innsbruck 1863.
- Landwirthschaftliche Briefe von Adolf Trientl, Kurat in Gries. Innsbruck 1865.
- Grundsätze der Düngung. Von Adolf Trientl, „Vorstand des landwirthschaftlichen Bezirks-Vereines im Ötzthal, Besitzer des goldenen Verdienstkreuzes mit der Krone.“ Innsbruck 1867.
- Die Verbesserung der Alpen-Wirthschaft. Von Adolf Trientl. Wien 1870, auch erschienen auf Italienisch (Le Megliorazioni Nell’ Alpicoltura di Adolfo Trientl, 1870) und Slowenisch (Zbolsanje gospodarstva na planinah, 1872).
- Die Landwirthschaft in den Gebirgsländern. Innsbruck 1884.
- Die Waldstreu. 1891, zweite gänzlich umgearbeitete Auflage, Innsbruck 1891.
- Die Waldwirthschaft in den Alpenländern, insbesondere in Tirol. Innsbruck 1893.
- Der Sparkocher. Innsbruck 1894.